# Száraz család
A Száraz család egy régi magyar család, melynek egy rövid életű ága köznemesi, majd bárói rangot is kapott.

## Története
A család eredete a történelem homályába vész. A Szárazok közül először a valószínűleg Erdélyből származó Péter kapta a nemesi címerlevelet, mégpedig III. Károlytól 1719. szeptember 23-án. Fia, György királyi hétszemélynök volt, akit az uralkodó 1731. március 2-án királyi adománylevélben megerősített családi birtokjogaiban és nemességében. Ugyanebben az évben, április 27-én György bárói címet is kapott. Ez volt az a Száraz György, aki a nagytétényi Száraz-Rudnyánszky-kastély eredetijét építtette 1720 és 1731 között. Györgynek három leánya és egy fia született királydaróczi Daróczy Katalintól, de Száraz Tamás nevű fia gyermektelenül elhalt, így György 1743-ban bekövetkezett halálával a nemesi Száraz család kihalt, azonban egy másik ága tovább élt Bihar vármegye területén. Ebből az ágból később több vármegyei tisztviselő is származott. Száraz György báró legidősebb leánya, Száraz Julianna, Rudnyánszky Józsefhez ment feleségül, így szállt többek között a tétényi kastély is a Rudnyánszky családra. A másik leánya Szárasz Erzsébet, báró Újvári László felesége volt, és gyermekei szintén örökölték a Száraz család birtokainak egy részét.

## Címere
Az 1719-ben kelt címerlevél szerint „...czímere a pajzs kék udvarában, zöl tér fölött, fehér lovon ülő és száguldó magyar vitéz: nyeregtakarója zöld, nadrágja és dolmánya vörös, csizmája sárga, fején vörös, prémes kalpag, oldalán kard lóg, jobb kezével fehér-vörös zászlót emel és lenget. A paizs fölött koronás sisak van. Foszladék jobbról, ezüstvörös, balról aranykék.”
A bárói címer ettől kissé eltér: „négyfelé osztott paizs, – az 1. és 4. vörös udvarban fehér lovon páncélos, sisakos vitéz lovagol, nyereg takarója, és sisaktolla kék, jobb kezében aranylándzsát tart. A 2. és 3. arany udvarban zöld téren, kék ruhás magyar ember áll, vörös csizmában, fején kék és prémes föveggel, kezében írótollat tartva. A paizs fölött bárói korona, és azon két koronás sisak áll, a jobb oldaliból két fekete elefánt ormány közt a pajzsbélihez hasonló páncélos vitéz áll, arany lándzsát tartva, a bal oldali sisak koronáját két kiterjesztett fekete sasszárny között a pajzsbélihez „hasonló kékruhás magyar emelkedik ki, írótollat tartva.”